# Сонце, що сходить (телесеріал)
«Сонце, що сходить» (порт. Sol Nascente) — бразильська теленовела, створена Вальтером Неграо, Сюзаною Пірес і Хуліо Фішером. У головних ролях Джованна Антонеллі, Бруно Гальяссо, Рафаель Кардозо, Франциско Куоко та Арасі Балабанян. Він транслювався на TV Globo з 29 серпня 2016 року по 21 березня 2017 року.

## Сюжет
Сюжет розгортається у вигаданому селі Sol Nascente. Сюжет розповідає про подорож двох друзів із різним походженням: онука італійських іммігрантів Гаетано та Джеппіни, які приїхали до Бразилії, щоб втекти від мафії, Маріо — давній друг Аліси, який виріс. японцем Кадзуо Танака як прийомна дочка разом із двоюрідними сестрами; Юмі, Хіромі та Хідео. Дружба руйнується, коли Маріо закохується в свою подругу дитинства Алісу, яка планує два роки вчитися в Японії. Незрілому та імпульсивному, йому доведеться змінити свій спосіб підкорити Алісу, яка заручена з Сезаром, здавалося б ідеальним чоловіком, але все, що він хоче, це її гроші.

## У ролях
| Актор                  | Роль             |
| ---------------------- | ---------------- |
| Джованна Антонеллі     | Аліса Танака     |
| Бруно Гальяссо         | Маріо де Анджелі |
| Летісія Спіллер        | Леніта           |
| Марчелло Новаес        | Вітторіо         |
| Енрі Кастеллі          | Ральф            |
| Рафаель Кардозо        | Сезар            |
| Арасі Балабанян        | Геппіна          |
| Франсіско Куоко        | Гаетано          |
| Луїс Мело              | Кадзуо Танака    |
| Клаудія Оана           | Лоретта          |
| Жан П'єр Ноер          | Патрік           |
| Марсело Фаріа          | Феліпе           |
| Джованна Ланчелотті    | Мілена           |
| Марчелло Мело молодший | Тьяго            |
| Джуліана Алвес         | Дора             |